# 深大寺

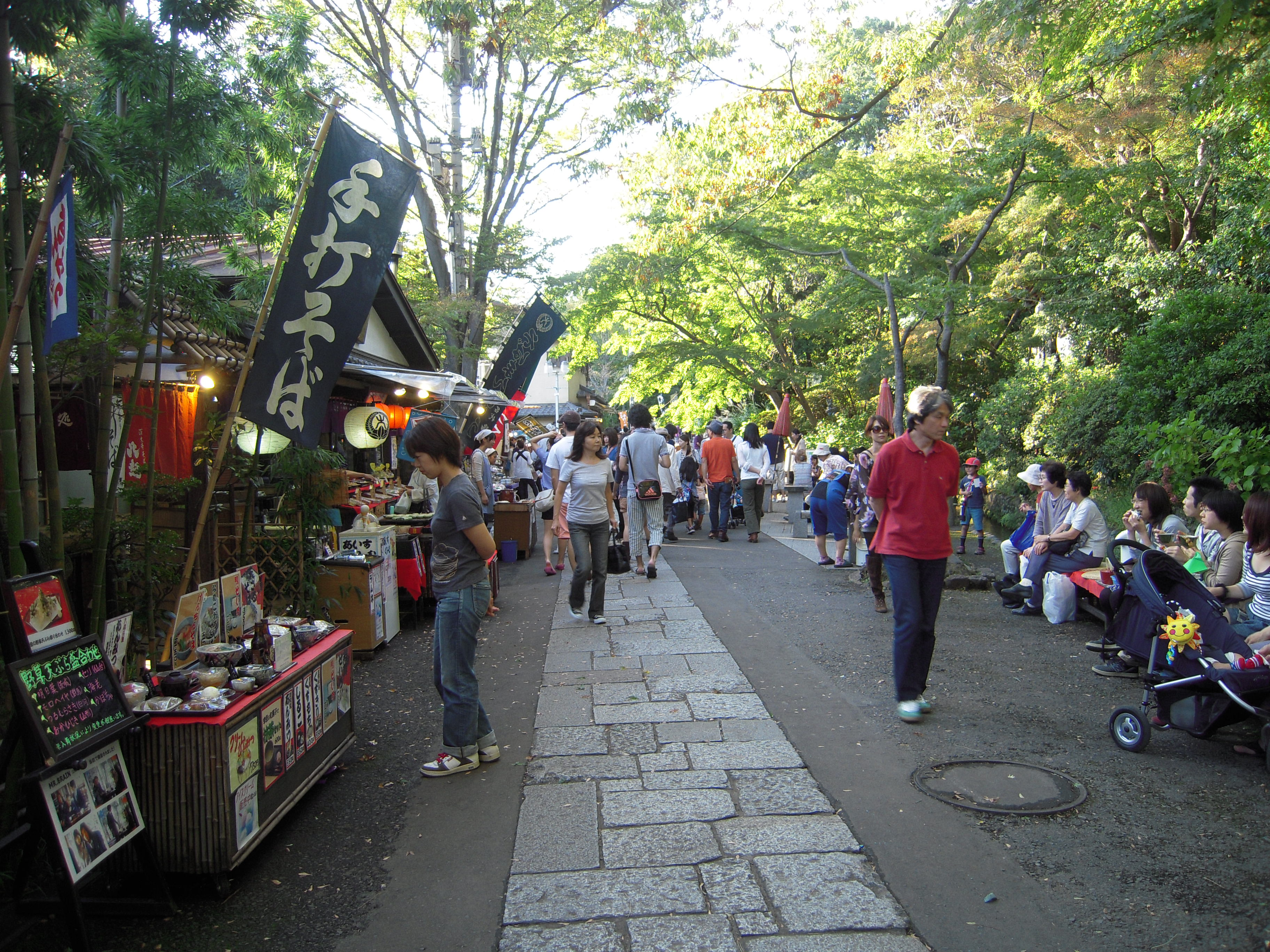
深大寺荞麦面

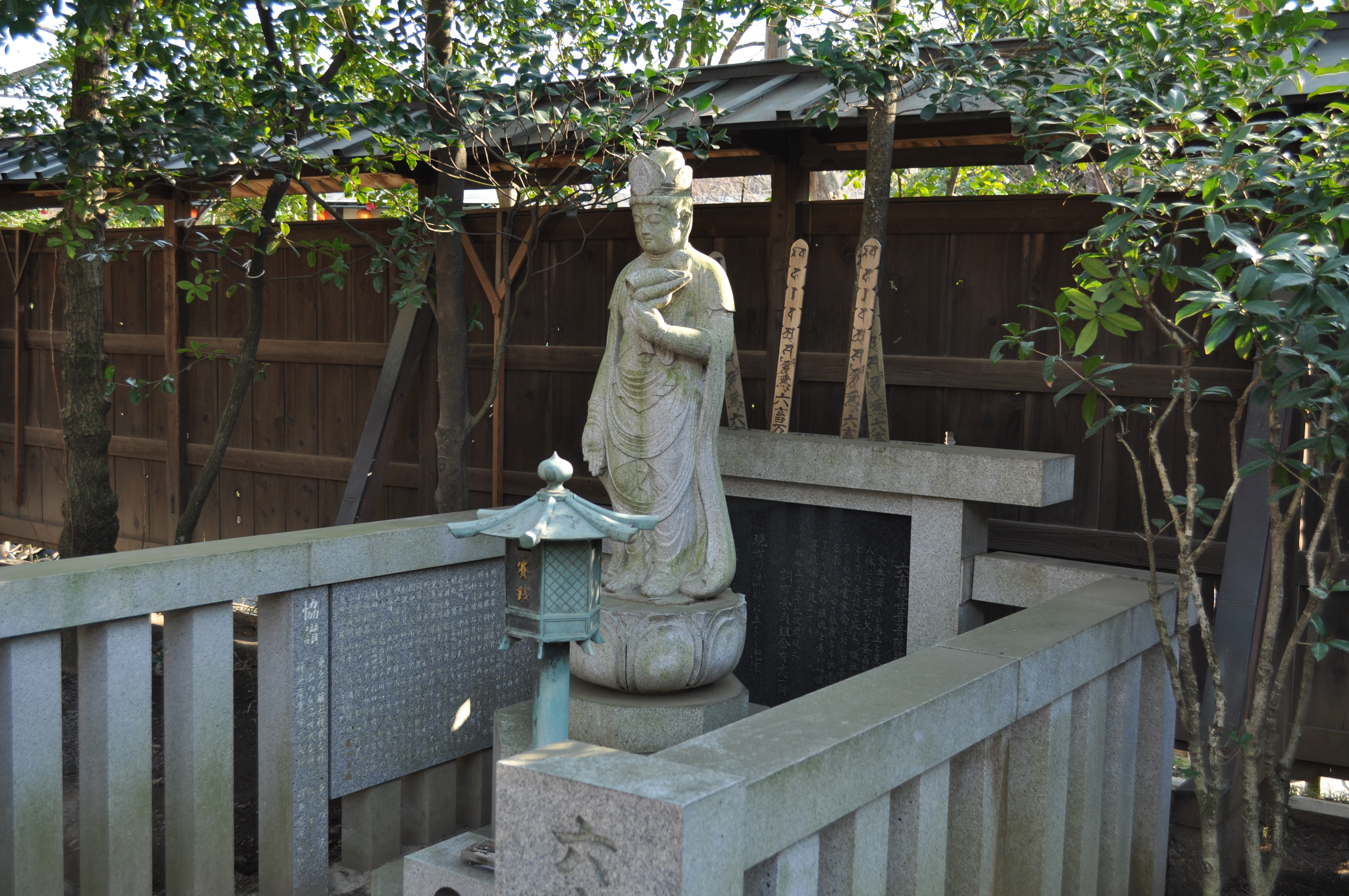
觀世音菩薩

深大寺（じんだいじ）是位在日本東京都調布市的寺院，天台宗別格本山。山號「浮岳山」（ふがくさん）。本尊阿彌陀三尊、開基（創立者）為滿功上人。深大寺是東京都僅次於淺草寺的古剎。深大寺達摩市是日本三大達摩市之一。寺名源自深沙大將。

## 關連項目
- 深大寺蕎麥麵（日语：深大寺そば）

## 外部連結
- 深大寺 （页面存档备份，存于）